# لیندی الکینز-تانتون
لیندی الکینز-تانتون (انگلیسی: Lindy Elkins-Tanton) دانشمند در زمینه سیاره‌شناسی اهل آمریکا است. وی محقق اصلی پروژه تحقیقاتی سایکی ۱۶ ناسا و کاشف دو کانی جدید به نام‌های الکینزتانتونیت که به احترام او نام‌گذاری شد و  کانی اِلعالیت نیز است. او این دو کانی را طی تحقیقاتی بر روی شهاب‌سنگی در سال ۲۰۲۰ که در کشور سومالی و شهر اِلعَلی (elAli) به زمین فرود آمده بود کشف کرد.